# Long Mynd

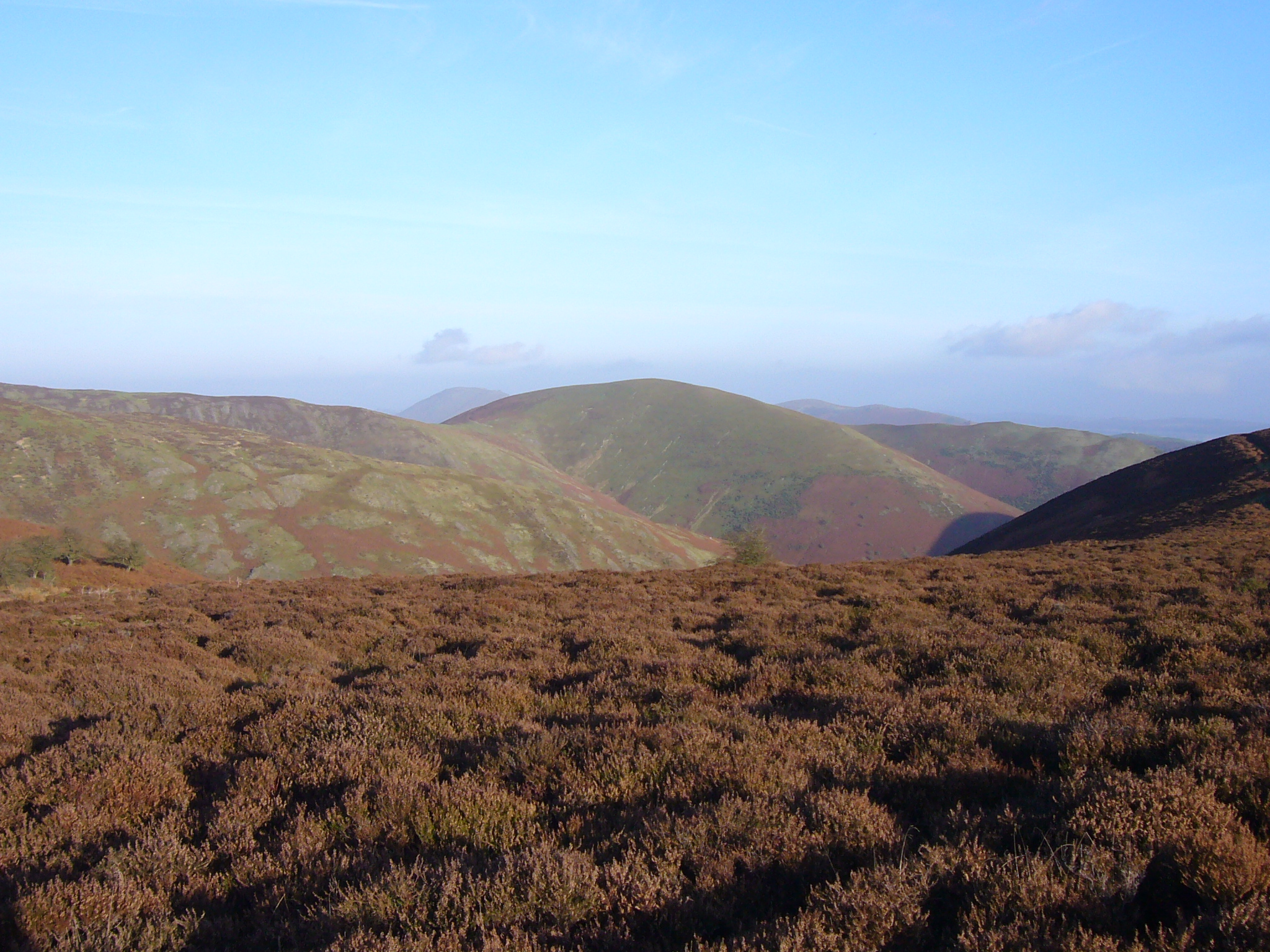
Pohoří je bezlesé, jeho povrch pokrývají traviny, mechy, lišejníky, vřesoviště, případně menší dřeviny

Long Mynd je pohoří v hrabství Shropshire na západě Anglie, 16 km od města Shrewsbury, poblíž hranic s Walesem. Jeho rozloha činí 22 km². Nejvyšší hora pohoří je Pole Bank, jejíž vrchol se nachází ve výšce 516 m n. m. Název Long Mynd je zkrácenina z anglického Long Mountain, což znamená „Dlouhé pohoří“. Je oblíbeno turisty, kteří sem začali jezdit především v 18. století, tedy v době, kdy krásy anglické přírody opěvovali angličtí preromantici a později romantici. V lázeňském městě Church Stretton byl v roce 1900 vybudován Long Mynd Hotel.

## Charakter pohoří
Pohoří vzniklo již v prekambriu, eroze již je tedy vyhladila do nízkých a oblých kopců. Nerostou zde žádné lesy, pouze mechy a lišejníky, byliny (především traviny a vřes), v nižších polohách keře. Tráva je spásána ovcemi, které se chovají na náhorních plošinách.